# Shinusa
Shinusa, Schinoussa o Esquinusa (en griego: Σχοινούσσα) es una isla y comunidad de las Cícladas Menores, cerca de Iraklia y Koufonisia y dentro de las Cícladas desde 2011 con la entrada en vigor de Plan Calícrates. Administrativamente, es parte de la Periferia de Egeo Meridional. La población de la isla era de 256 habitantes según el censo de 2011. La isla fue independiente en algún momento de la historia.

## Localización
Shinusa está situada al sur de Naxos y al noroeste de Iraklia, dentro de las Cícladas Menores y de las Cícladas Orientales. La isla está conectada con El Pireo. Mersini, el puerto de la isla, está considerado como uno de los mejores puertos para el atraque de barcos pequeños del Egeo. Además de tener líneas regulares de autobuses que van por toda la isla.

## Historia

### Era Antigua
Hallazgos arqueológicos han demostrado que Shinusa fue habitada desde tiempos remotos, antes del 2000 a. C. Debido a la abundancia de cerámica, la isla que convierte en un importante mercado donde se desarrollaban las grandes actividades comerciales durante el dominio bizantino. Desde finales del siglo XI, la isla pasó a ser propiedad del Monasterio Chozoviotissa (Παναγία Χοζοβιώτισσα) de Amorgós. 

### Edad Media
Tras la conquista de Constantinopla durante la Cuarta Cruzada (1204), la isla cayó en manos venecianas. Durante el periodo otomano, la isla estuvo probablemente deshabitada debido a los ataques de los piratas.

### sigloXIX
Con el Protocolo de Londres de 1829, tanto Shinusa como el resto de las  Cícladas pasaron a ser parte del emergente estado griego. A mediados del siglo XVIII, colonos provenientes de Amorgós se asentaron en la isla, aunque a mediados del siglo siguiente, muchos de ellos se marcharon a Atenas.

### sigloXX
Durante la Segunda Guerra Mundial, la isla estuvo ocupada por Italia desde 1941 hasta 1943, y más tarde pasó a estar bajo dominio alemán. Dada la mala situación de la isla durante la guerra, muchas personas se vieron obligadas a dejar la isla.

### La isla en la actualidad
Aunque la red de transporte sigue causando problemas, la mejora de las instalaciones educativas y el surgimiento del turismo han contribuido a que las familias jóvenes hayan elegido la isla como lugar para asentarse o como segunda residencia.

## Demografía
Las isla cuenta con dos asentamientos, Chora (O Hora, es decir, la capital de la isla) y Messariá. Antiguamente, la isla tenía muchos problemas con los piratas. Dada esta situación, los habitantes fundaron la ciudad de Panagiá, en lo alto de la colina para poder avistar a los piratas desde el interior. Las casas están construidas con elementos de la arquitectura cicládica.

### Chora
La ciudad está construida sobre una colina en el interior de la isla, a 1,2 kilómetros del puerto.

### Messariá
La ciudad está construida en torno a la Iglesia de Evangelistria y está a 1,6 kilómetros de Chora. Los habitantes de Messariá subsisten principalmente de la agricultura, de la ganadería, de la pesca y del turismo.

## Turismo

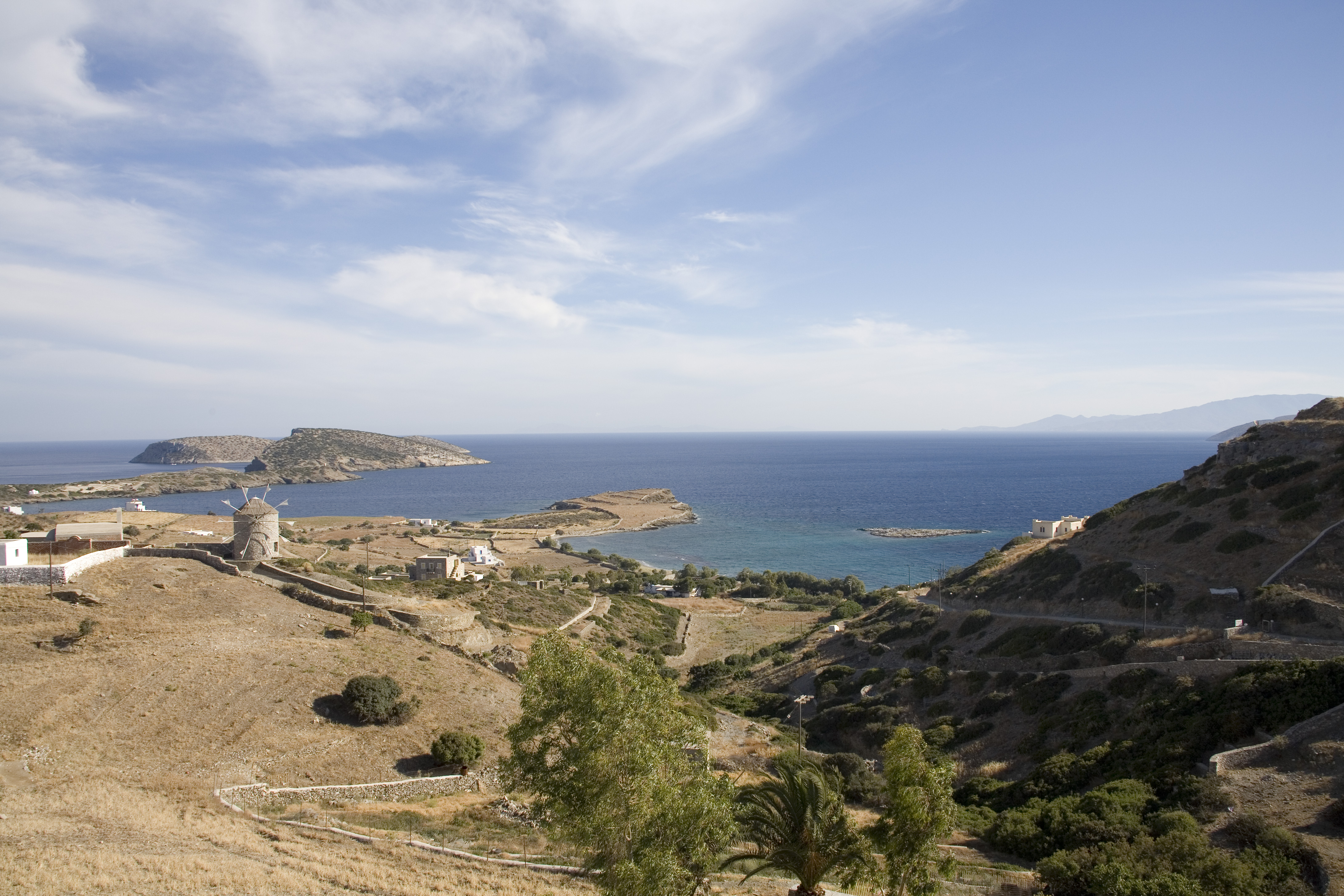
Vista de la costa norte, cerca del puerto.

La mayoría de viajeros que llegan a la isla van en busca de un lugar apartado donde pasar las vacaciones. La infraestructura para los turistas no está muy desarrollada, pero hay alojamiento suficiente para los turistas que llegan a la isla. La belleza natural de la isla es parte del atractivo turístico en detrimento del resto de Cícladas Menores. La isla cuenta con un total de 15 playas, entre las que están las de Merini, Tsingoura, Livadi, Liolio, Psilí Ammo o Almyró.
La cercanía con Santorini hace que haya muy buenas vistas desde la isla. Los entretenimientos de la isla no son demasiados, simplemente ir a la playa o pasear viendo el Mar Egeo.
En Chora hay un museo de folclore, además de bares y tabernas donde degustar comida típica griega. No es una isla de excesivas compras, aunque se puede encontrar miel de la zona, vino y jamón. No hay autobuses ni taxis, y a veces se pueden encontrar «burrotaxis» para desplazarse.

## Iglesias
En Shinusa se sitúa la Sagrada Catedral de Amorgós, Santorini y Shinusa.